# Kramatorsk
Kramatorsk (Oekraïens: Краматорськ, Kramatórsʹk, [krɐmɐˈtɔrʲsʲk]; Russisch: Краматорск, Kramatórsk) is een stad in het oosten van Oekraïne, gelegen in de oblast Donetsk. De stad had op 1 januari 2021 naar schatting 150.084 inwoners.
Kramatorsk is een belangrijk centrum voor de machinebouw, voor de regio en voor Oekraïne in het algemeen.
De stad speelde een belangrijke rol in de Russisch-Oekraïense Oorlog. In april 2014 werden overheidsgebouwen veroverd door pro-Russische separatisten, in juli dat jaar kwam Kramatorsk weer onder Oekraïense controle.
Na de Russische invasie van Oekraïne in 2022 werd het station van de stad een belangrijk vertrekpunt voor burgers die de oorlog in de Donbas wilden ontvluchten. Op 8 april 2022 werd het station getroffen door twee raketten, waarbij minstens 57 mensen omkwamen en minimaal 109 gewonden vielen.

## Afbeeldingen

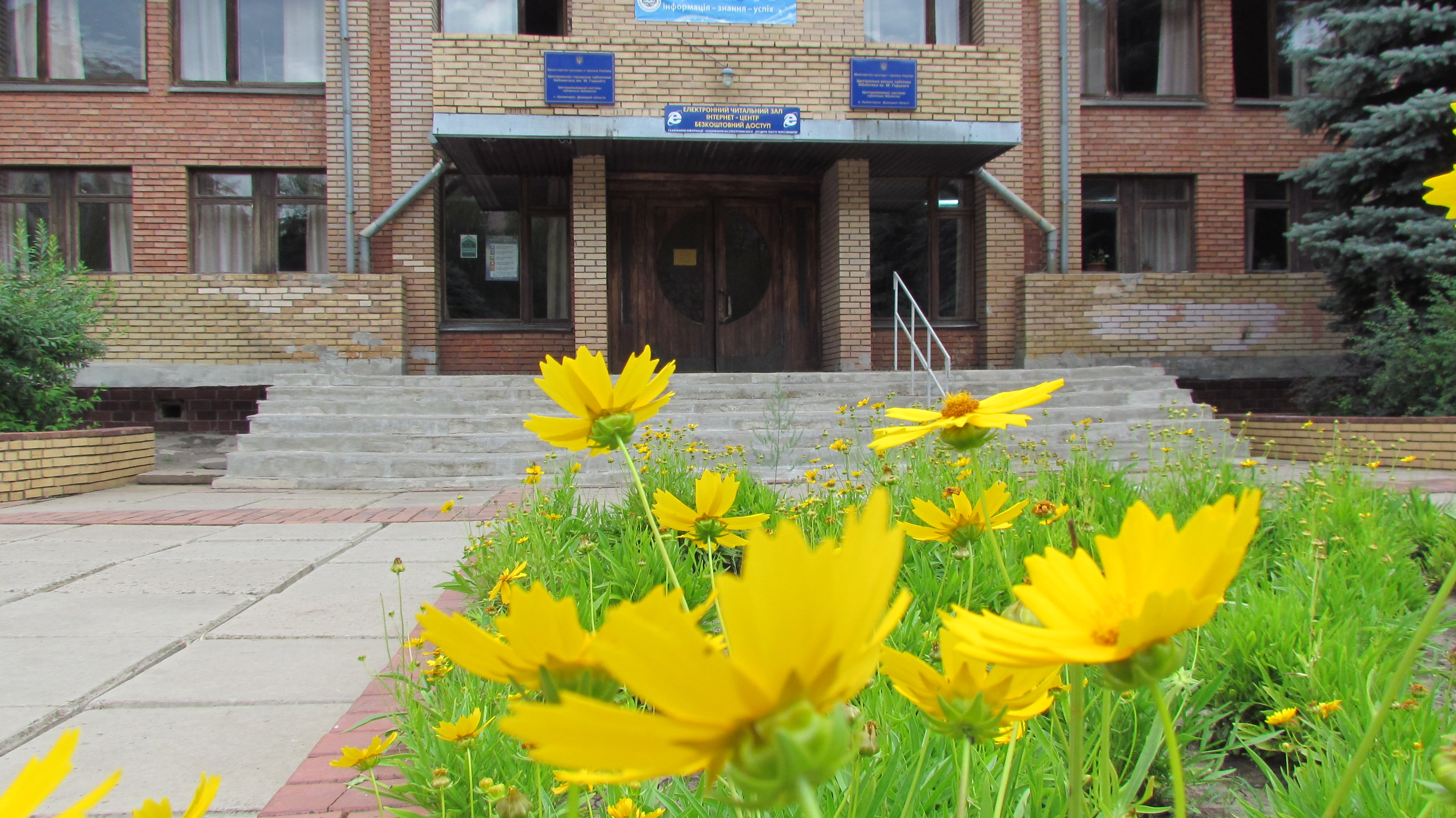
Ingang bibliotheek (2012)
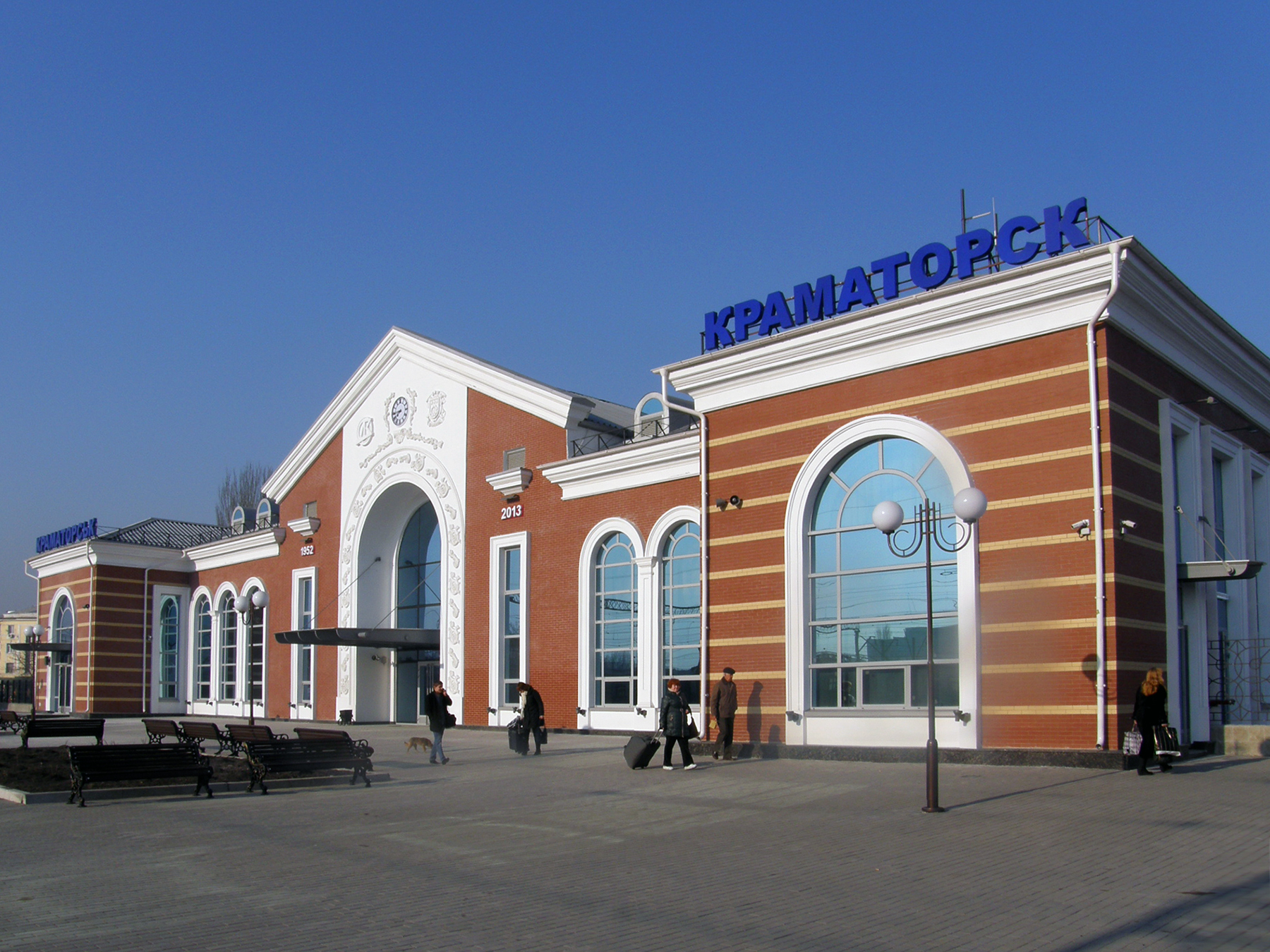
Station (2014)
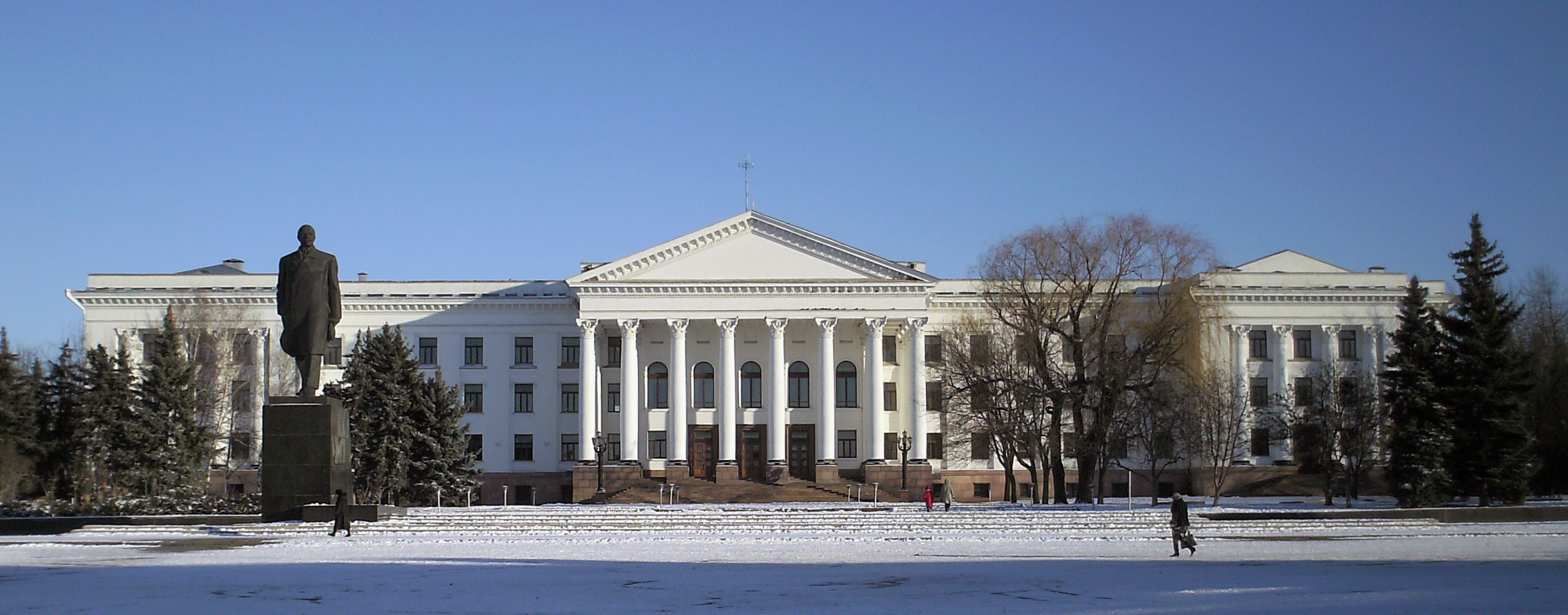
Paleis van cultuur (met standbeeld van Lenin) (2008)
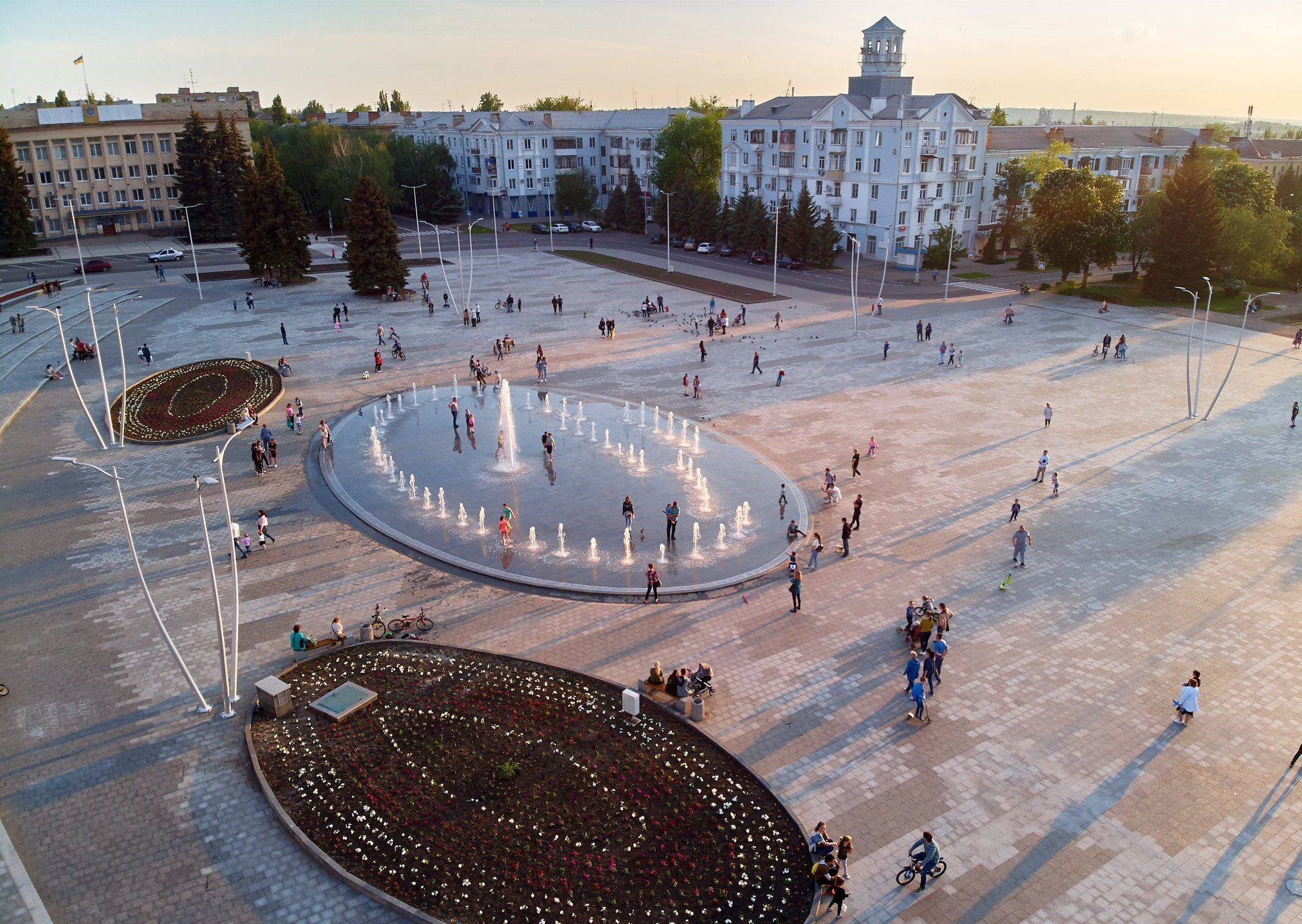
Het Miroeplein (2019)
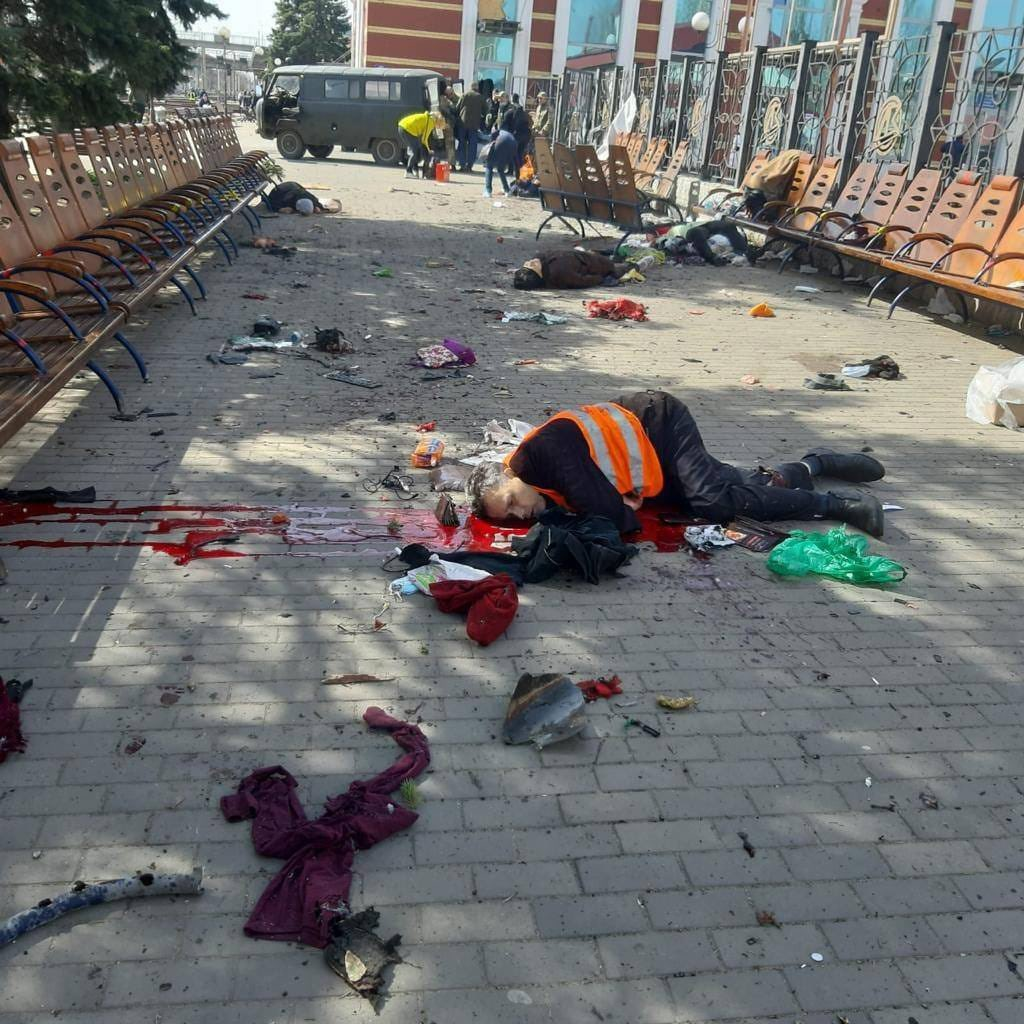
Gevolgen raketaanval op het station tijdens de Russische invasie van Oekraïne in 2022 (8 april 2022)